# Christoph Friedrich Schott

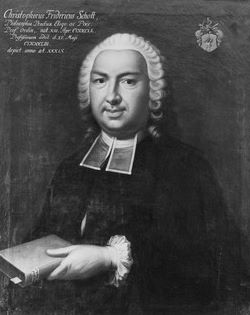
Christoph Friedrich Schott auf einem von zwei Bildern in der Tübinger Professorengalerie

Christoph Friedrich Schott  (* 13. April 1720 in Erbstetten; † 18. Juni 1775 in Tübingen) war ein deutscher Bibliothekar sowie Professor der Beredsamkeit und Dichtkunst sowie der evangelischen Theologie und Philosophie an der Universität Tübingen.

## Leben
Christoph Friedrich Schott war Sohn des gleichnamigen Pfarrers (1690–1751) und besuchte ab 1733 die Klosterschule Denkendorf, 1735 das Seminar Maulbronn, bevor er am 13. Oktober 1735 an der Tübinger Universität immatrikuliert wurde. Am 9. November 1737 erhielt er den Bakkalaureusgrad, wurde im selben Jahr Stipendiat am Tübinger Stift, bevor er am 4. November 1739 den Magistergrad erlangte. Er war 1742 bei Johann Christian Klemm Respondent in Tübingen. 1743 war er Hofmeister beim Grafen Henkel von Oderberg, 1750 Diakonus in Göppingen, 1752 in Tübingen. Er war von 1753 bis 1772 ordentlicher Professor der Beredsamkeit und Dichtkunst in Tübingen, 1754 Bibliothekar, 1756 Pädagogarch ob der Steig, 1761 außerordentlicher Professor der Theologie.
1762 wurde er zum Dr. theol. promoviert und war bis 1775 ordentlicher Professor der praktischen Philosophie.
Zwei seiner um 1759 gemalten Porträts hängen in der Tübinger Professorengalerie. Sein in Göppingen geborener Sohn August Ludwig Schott war ein deutscher Rechtsgelehrter und Hochschulprofessor. Sein Sohn Andreas Heinrich Schott wurde Philosophieprofessor an der Tübinger Universität und Pädagogiarch ob der Staig.